# Gau Südhannover-Braunschweig

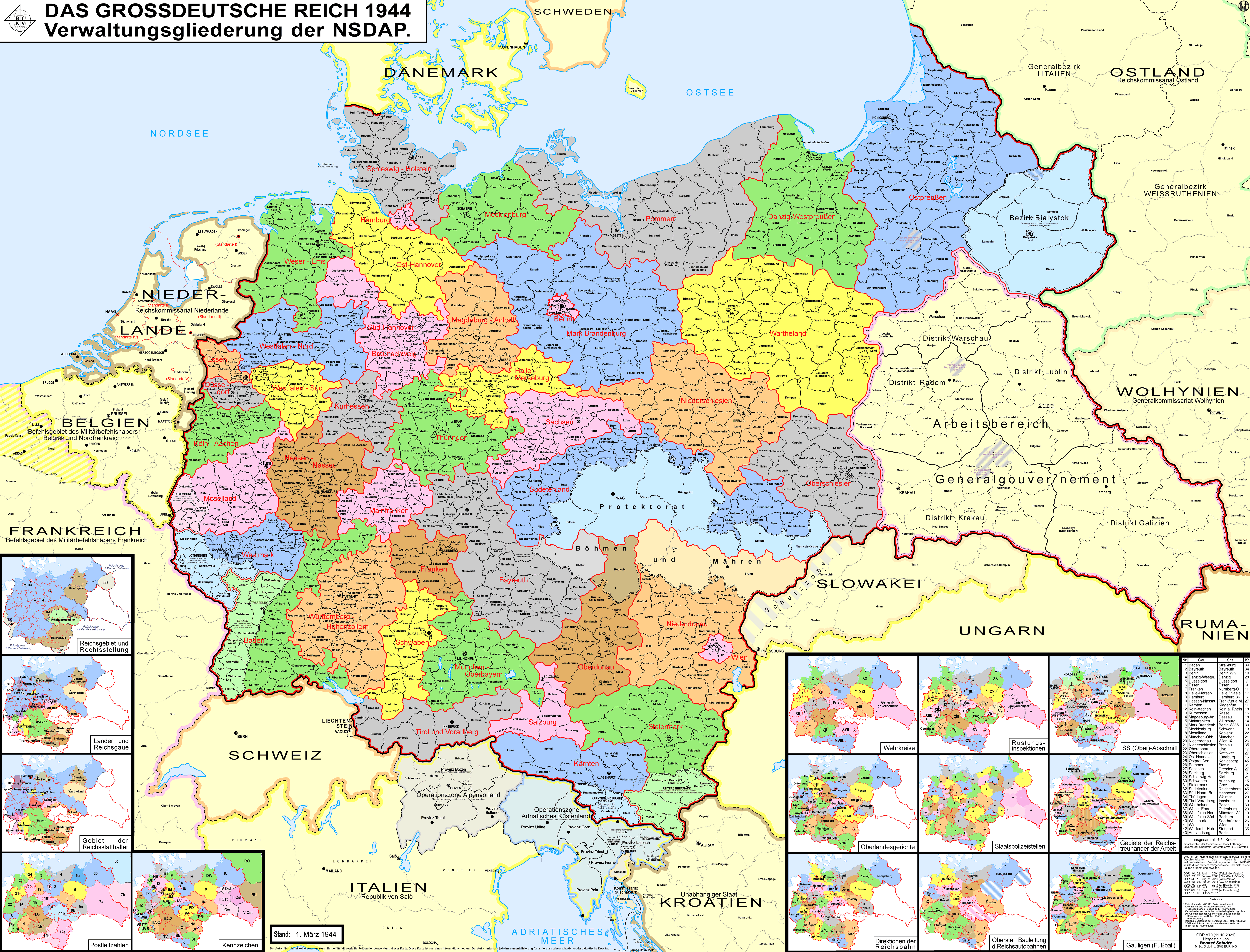
Gaue des Deutschen Reiches 1944

Südhannover-Braunschweig, auch Süd-Hannover-Braunschweig war von 1928 bis 1945 die Bezeichnung eines Parteigaus der NSDAP.
Namensgebend war der seit 1920 bestehende, deckungsgleiche Reichstagswahlkreis der Weimarer Republik Süd-Hannover-Braunschweig.

## Struktur und Geschichte
Entstanden ist der Parteigau im Rahmen einer Organisationsreform der NSDAP durch Zusammenlegung der Gaue Süd-Hannover (gegründet 1925 unter Ludolf Haase) und Braunschweig am 1. Oktober 1928. Gauhauptstadt und damit Verwaltungssitz war Hannover. Die Gauleitung amtierte in der Dincklagestraße 3–5 in Hannover-Königsworth. Der Parteigau mit der Ordnungsnummer 33 hatte eine Fläche von 14.553 km² und 2.136.961 Einwohner (Stand 1941).
Gauleiter waren
- Bernhard Rust (1928–1940; ab 1933 Reichserziehungsminister),[3]
  - stellvertretend von 1925 bis zum Tod 1930 der Geschäftsstellenleiter Karl Dincklage,
  - stellvertretend von April 1933 bis August 1940 Kurt Schmalz (Kreisleiter in Braunschweig) und
- der ehemalige hohe Hitlerjugendfunktionär Hartmann Lauterbacher (Stellvertreter ab August 1940, Nachfolger am 10. Dezember 1940),[4]
  - stellvertretend von Januar 1941 bis 1945 August Knop.[5]

Auf der Staatsseite standen ab 1933 dem Gauleiter verschiedene Instanzen in den Territorien gegenüber, was zu Kompetenzproblemen führte: erstens der Oberpräsident Viktor Lutze der preußischen Provinz Hannover mit den Regierungsbezirken Hannover (unter Rudolf Diels 1936–1942) und Hildesheim (unter Hermann Muhs 1933–1937) sowie zweitens der Reichsstatthalter Friedrich Wilhelm Loeper (und folgende) im Land Braunschweig. Braunschweig hatte dazu noch einen eigenen Ministerpräsidenten Dietrich Klagges, der erfolglos die Gründung eines eigenen Gaus Ostfalen betrieb. Der Partei wurden immer mehr staatliche Funktionen übertragen, so dass die Grenzen zunehmend schwanden. Gauleiter Lauterbacher wurde 1941 selbst Oberpräsident der Provinz Hannover.
In den Reichstag wurde für den gleichnamigen Wahlkreis von 1928 bis 1933 der auf dem Land sehr erfolgreiche Goslarer Agitator und NSDAP-Bezirksleiter Werner Willikens gewählt, der nach 1933 zum Staatssekretär im Berliner Landwirtschaftsministerium aufstieg. Gauinspekteur war Jann Blankemeyer, Gauwirtschaftsberater (1937–1941) der Bankier Julius Albert Maier (1890–1944), der stark von „Arisierungen“ profitiert hatte.  In der Gauleitung angestellt war der Propagandaleiter Leopold Gutterer, der 1933 das Reichserntedankfest auf dem Bückeberg bei Hameln organisierte. Nahe Helmstedt lag die Gauschulungsburg der Hitlerjugend Burg Campen bei Flechtorf, wo zwischen 1932 und 1937 Schulungen von HJ-Führern stattfanden, die modellhaft für die Kaderschulung wurden. In Wennigsen (Deister) bestand die Gauführerschule „Bernhard Rust“ zur Schulung der NSDAP-Funktionäre. Gauschulungsleiter war 1933 der Architekt und weltanschauliche Dozent August Schirmer.
Die Gauleitungen waren maßgeblich beteiligt an den Judenverfolgungen und Kriegsmaßnahmen. So wurden in der Aktion Lauterbacher am 3./4. September 1941 die noch mehr als 1000 lebenden Juden in Hannover in 14 Judenhäusern zusammengepfercht, bevor im Dezember 1941 die Deportationen begannen.
Der Gau Südhannover-Braunschweig war auf den Karten des Deutschen Schulatlas von 1942 verzeichnet, der vom Westermann Verlag im Auftrag der „Reichsstelle für das Schul- und Unterrichtsschrifttum“ gedruckt wurde.
Das Gauprinzip wurde auf viele regionale staatliche Einrichtungen und Verbände übertragen:
Im Gauarbeitsbezirk Südhannover-Braunschweig wurden nach Angaben vom 30. September 1944 rund 252.000 Zwangsarbeiter beschäftigt, davon rund 42.600 im Bezirk des Arbeitsamts Braunschweig und 48.780 im Bezirk des Arbeitsamts Hannover. Die übrigen verteilten sich auf die Arbeitsamtsbezirke Alfeld (14.970), Bassum (10.488), Goslar (15.044), Göttingen (8.673), Hameln (10.805), Hildesheim (19.485), Nienburg (13.107), Northeim (19.058) und Watenstedt-Salzgitter (38.209).
Der „Nationalsozialistische Lehrerbund Gau Südhannover-Braunschweig“ war die regionale Vertretung des NS-Lehrerbunds, der Schulungen durchführte sowie Schriften und Schulbücher herausgab. Gauschulungsleiter war der Direktor der Bernhard-Rust-Hochschule Braunschweig Friedrich Berger.

## Kreiseinteilung und Kreisleiter
Der Gau Südhannover-Braunschweig war 1938 in 27 Kreise mit folgenden Kreisleitern unterteilt:
1. Kreis Alfeld:
2. Kreis Blankenburg: Erich Kämpfert
3. Kreis Braunschweig-Land: Kurt Beier
4. Kreis Braunschweig-Stadt: Wilhelm Hesse
5. Kreis Grafschaft Diepholz:
6. Kreis Duderstadt:
7. Kreis Einbeck:
8. Kreis Gandersheim: Arnold Krebs
9. Kreis Göttingen:
10. Kreis Goslar:
11. Kreis Hameln:
12. Kreis Hannover:
13. Kreis Harzburg:
14. Kreis Helmstedt: Herbert Lehmann
15. Kreis Hildesheim:
16. Kreis Holzminden:
17. Kreis Grafschaft Hoya:
18. Kreis Kalenberg:
19. Kreis Marienburg
20. Kreis Münden
21. Kreis Neustadt
22. Kreis Nienburg
23. Kreis Northeim
24. Kreis Osterode
25. Kreis Peine
26. Kreis Wolfenbüttel
27. Kreis Zellerfeld